# 白日焰火
《白日焰火》（英語：Black Coal, Thin Ice），刁亦男執導和編劇的2014年中國犯罪劇情片，由廖凡、桂綸鎂領銜主演。講述哈爾濱的一名警察調查一起碎屍案件，進而愛上一個關鍵涉案人的故事。
本片在第64屆柏林影展首映後，奪得最高榮譽「金熊獎」，更同時拿下最佳男演員獎。一個月之後，電影在中國大陸開映，票房取得過1億人民幣。

## 劇情綱要
1999年，中國北方小城發生了一連串離奇碎屍案，工人在全省各大工廠的煤炭車之中陸續發現了無數被遺棄的斷肢。警方從煤炭車之中發現了梁志軍（王學兵飾）的身份證並因此斷定死者為梁志軍本人。警察張自力（廖凡飾）在火車站和前妻分別時企圖強暴但未遂。之後張自力和其他警察調查碎屍案，他們發現了兩名可疑的貨車司機，並在髮廊将嫌疑犯們拘捕。不過由於張自力沒有為嫌疑犯戴手銬，因而讓疑犯撿槍殺死了两名警員并且射傷了張自力。張自此之後從警局退役，開始在工廠裡當起了保安，成為一個因失意而酗酒的男人。
五年後，沒有想到再有兩宗以相同犯案手法的案件發生，兩個死者都與一名叫吳志貞（桂綸鎂飾）的洗衣女工有聯繫，而吳志貞是五年前碎屍案的被害人梁志軍的遺孀。不滿足於當保安的張自力從舊同僚刑警小王、现在的王队长得悉後決定重振雄風，再次出手。張自力決定跟蹤這個女人，而她的生活卻似乎被覆蓋了一層神秘的面紗。張自力試圖揭開案件真相，但卻一步步陷入危險的境地——包括落入這個女人設下的溫柔陷阱。
一次張自力與吳志貞在滑冰的路上被人跟踪。該跟踪人在被王队攔下之後用掛在自己身上的冰鞋殺死了王队。張自力根據警察留下的汽車牌號追查時發現自己被一位身上掛了冰鞋的男人跟蹤，張後來打算反跟蹤這男人時卻被他逃脫。之後，張發現了這男人的下落並跟蹤他，其後看到了這男人在天橋將屍體拋到運煤的火車上。張發現了這男人原本是還活著的梁志軍的時候，當他想再繼續跟蹤梁志軍卻在溜冰場被梁逃走。
警方傳喚吳志貞，吳供出梁當年搶劫時曾殺人，之後梁利用當時自己是過磅員的身份拋尸，假扮自己被殺，梁之後自己隱姓埋名，還跟踪吳志貞，殺死了兩個和吳關係密切的人。之後在吳的配合下梁志軍被刑警隊當場擊斃。
然而張自力覺得此事另有蹊蹺。經過調查，發現吳志貞當年剛開始工作時損壞了一件貂皮大衣，被貂皮大衣的主人勒索，之後那人就消失了。張自力找到了大衣的主人的妻子，他們夫妻合開一家叫做“白日焰火”的夜總會。妻子以為丈夫五年前和小三私奔了。吳志貞供出原來貂皮大衣的主人在敲詐吳志貞時還曾強姦她，之後當大衣的主人再度想用大衣一事提出敲詐時，被吳志貞殺死，而梁志軍自願為妻子拋屍，並將自己身份證件放到了死者身上，自己卻成了假死人並在五年中隱姓埋名。
吳志貞被捕後到她當年曾住過的現場去指證證物，但不能完全正确地指證。離開現場時，張自力在樓頂點燃了數發焰火。
電影結局時，張自力走到了交際舞的練習廳裡，独自一人跳了一段舞蹈。

## 角色
- 廖凡 飾 張自力，離職警察，為了調解碎屍案件主動接近吳志貞[8]。
- 桂綸鎂 飾 吳志貞，洗衣女工，自供是第一起碎屍案的真凶[9]。
- 王學兵 飾 梁志軍，原煤炭過磅員，吳志貞丈夫[9]。在第一起碎屍案中被警方認定被害，實則改名換姓，並實踐了後兩起案件[9]。
- 王景春 飾 榮榮洗衣店老闆，吳志貞老板[10]。
- 余皚磊 飾 刑警小王、王队，在追查碎屍案的過程中被梁志軍用冰鞋殺死[11]。
- 倪景陽 飾 蘇麗娟，張自力前妻[12]。

## 製作

### 概念/籌備
《白日焰火》的創作起源於導演刁亦男想拍一部偵探片，並表示創作這部電影最大的初衷是“今天的中國發生著許多拍案驚奇的案件，總是讓看似平常的事物閃現出斑斕奇異的色彩”。刁亦男從2005年開始創作《白日焰火》的劇本，一共花了八年的時間，歷經重寫三稿和不断的与制片人文晏的沟通，有了現在呈現的故事。
《白日焰火》是一部獨立電影，在8年編寫劇本期間被不少電影公司拒絕投資，直到該電影的製片之一的沈暘將刁亦男推薦給了江蘇衛視旗下公司幸福藍海，電影《白日焰火》才因此有錢拍攝。劇本內容原偏向冷色調文藝片，後來考慮到了觀眾、票房原因，與合作方商量後決定以黑色電影和偵探片的角度呈現，刁表示“現在的整體色調偏暖，因為製片人說不好賣，觀眾更喜歡溫暖的顏色”，因而出於在商業上的考量決定以黑色電影和偵探片的角度呈現”。

### 片名
本電影的中英文劇名相差巨大。中文片名為《白日焰火》，英文片名則為。至於片名的由來導演刁亦男並沒有一個確實的回答。刁曾回答記者表示中文劇名定名為《白日焰火》只是隨意改的，他說“白日焰火，就是我聽人隨口說過這麼幾個字，也想不起來到底是誰說的了，覺得很有意思，就用了”，後來補充道“白日焰火”象徵的是一種情緒、一種狀態，與意識形態無關。
他後來接受Tony Rayns訪問時表示中英文劇名兩者名字的差別，反應了夢與現實之間的不同。英文片名指的是片中兩大重要的視覺主線，煤（黑）與冰（白）。刁在訪問中說“煤與冰是現實的；而白日焰火是夢幻的。它們是同一枚硬幣的兩面。黑煤是發現碎屍的地方，而白冰是兇殺的現場；兩者結合，它們共同構成了謀殺案的事實”，英文片名的反差可以讓觀眾在觀看電影過程中，明白這種反差如何把劇中案子的事實碎片如何拼在一起有助於增強電影的現實面。而中文片名《白日焰火》是一種幻想，是人們用以抵禦現實世界較殘酷一面而採用的一種宣洩方式。使用如此的中文標題，導演是避免這部電影淪為僅是一個浪漫愛情殘酷逆轉的故事，並暗示今天的中國人正急需這樣的宣洩。

### 演員
《白日焰火》劇中紮根北方城市的洗衣店女子的「吳志貞」一角由曾獲得第49屆金馬獎最佳女主角的女演員桂綸鎂扮演，來自台灣的桂綸鎂為了理解角色，曾在電影前特潛伏到東北的一家洗衣店免費打工，以體驗當地洗衣女工的生活，桂在訪問中表示“我去了很多東北的家庭式的洗衣店，在洗衣店裡面學習如何洗衣服、熨衣服，包括我會把台詞念出來讓洗衣店的人幫我糾正”，並透露「吳志貞」的角色設定為一位有女性魅力的女士，為了符合角色設定，桂綸鎂即使在零下30多度的哈爾濱拍攝也只能用一件件薄衣服疊著穿，從而讓桂看起來有曲線。廖凡在片中扮演一位落魄的退役警察，在一次執行任務當中出了事故，失意而酗酒的人，而且為了讓自己跟角色符合而增肥10公斤。

## 反響
本片入圍了第64屆柏林影展主競賽單元，於2014年2月12日在柏林進行了全球首映。

### 票房
《白日焰火》於2014年3月21日在中國大陸公開上映，曾在柏林影展看片的媒體表示，中國大陸公映版本和柏林影展版本不同。影迷總结了有多達十八處的不同和刪減。導演刁亦男在香港國際電影節的訪問環節中表示電影《白日焰火》的柏林影展版本其實已取得了內地廣電總局的通過批文，而內地公映版本的刪剪，主要是在於商業的因素，希望能令電影的節奏更為緊湊，而導演亦表示認為有關的決定是正確的。
《白日焰火》首週三天票房4260萬人民幣，位列該週票房季軍。次周收4200万列第三位；第三周收1430万列第六。至2014年4月13日，《白日焰火》累積票房為1.043億。

### 評價
《白日焰火》获得的专业评价褒贬不一。影片在柏林影展上的媒体场刊评分为2.3分（满分4分）。《亞洲電影資訊》的 Derek Elley 給予電影6分評分（滿分為10）。
美国独立电影网站Indiewire认为:“在纯粹的本能反应层次，《白日焰火》很好地实现了合成过程，但它的节奏有点奇怪、难把握，开始很快、很圆滑，后面又很慢、有些附庸风雅。而影片最终使人灰心，刻意地模糊了一开始看起来很有潜力的黑色电影框架。”也有外媒认为该片的社会意义若跟贾樟柯的电影如《天注定》比起来显得没那么明显，“但通过更加朴实的延伸，关于疏离人群或被环境压迫的人群的刻画立意深刻”。

## 獎項

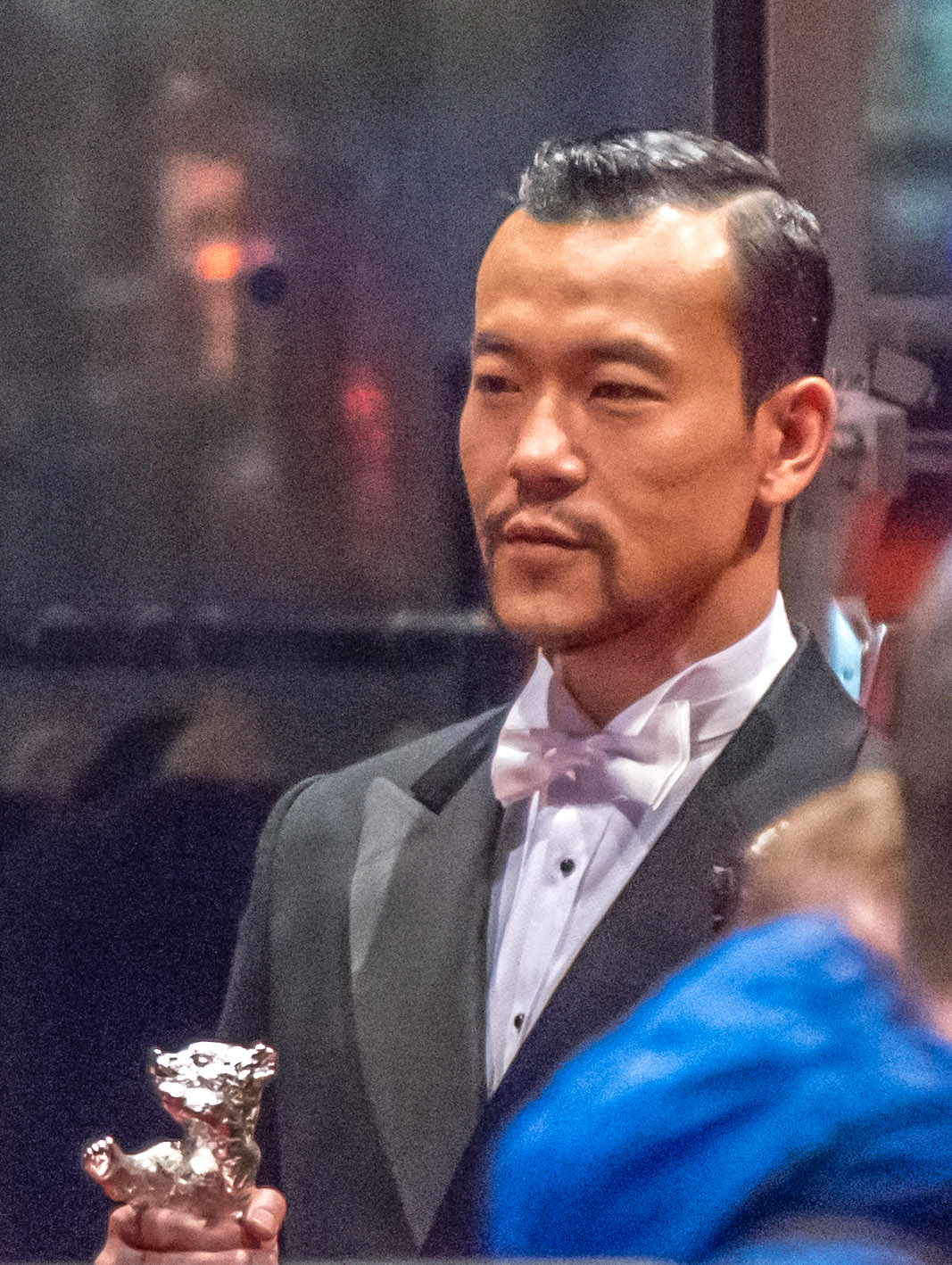
廖凡，2014年柏林影展

本片獲得了金熊獎。演員廖凡憑此片成為首位獲得了最佳男演員銀熊獎的華人。
| 獎項                             | 類別                 | 名字         | 結果 |
| -------------------------------- | -------------------- | ------------ | ---- |
| 第64屆柏林影展                   | 金熊獎               | 《白日焰火》 | 獲獎 |
| 第64屆柏林影展                   | 最佳男演員銀熊獎     | 廖凡         | 獲獎 |
| 第21屆北京大學生電影節           | 最佳導演             | 刁亦男       | 獲獎 |
| 2014年悉尼電影節                 | 主競賽單元-best film | 《白日焰火》 | 提名 |
| 第12届長春電影節                 | 最佳华语故事片       | 《白日焰火》 | 提名 |
| 第12届長春電影節                 | 评委会特别奖         | 《白日焰火》 | 獲獎 |
| 第12届長春電影節                 | 最佳導演             | 刁亦男       | 提名 |
| 第12届長春電影節                 | 最佳編劇             | 刁亦男       | 獲獎 |
| 第12届長春電影節                 | 最佳女主角           | 桂綸鎂       | 提名 |
| 第12届長春電影節                 | 最佳攝影             | 董劲松、劉強 | 提名 |
| 第51屆金馬獎                     | 最佳劇情片           | 《白日焰火》 | 提名 |
| 第51屆金馬獎                     | 最佳導演             | 刁亦男       | 提名 |
| 第51屆金馬獎                     | 最佳原著劇本         | 刁亦男       | 提名 |
| 第51屆金馬獎                     | 最佳男主角           | 廖凡         | 提名 |
| 第51屆金馬獎                     | 最佳女主角           | 桂綸鎂       | 提名 |
| 第51屆金馬獎                     | 最佳攝影             | 董劲松       | 提名 |
| 第51屆金馬獎                     | 最佳美術設計         | 劉強         | 獲獎 |
| 第51屆金馬獎                     | 最佳剪輯             | 楊紅雨       | 提名 |
| 亞太電影大獎（APSA）             | 最佳攝影             | 董劲松       | 獲獎 |
| 亞太電影大獎（APSA）             | 最佳男演員           | 廖凡         | 提名 |
| 第34屆香港電影金像獎             | 最佳兩岸華語電影     | 《白日焰火》 | 提名 |
| 第9屆亞洲電影大獎                | 最佳電影             | 《白日焰火》 | 提名 |
| 第9屆亞洲電影大獎                | 最佳編劇             | 刁亦男       | 獲獎 |
| 第9屆亞洲電影大獎                | 最佳男主角           | 廖凡         | 獲獎 |
| 第9屆亞洲電影大獎                | 最佳攝影             | 董劲松       | 提名 |
| 中國電影導演協會2014年度表彰評選 | 年度電影             | 《白日焰火》 | 獲獎 |
| 中國電影導演協會2014年度表彰評選 | 年度導演             | 刁亦男       | 提名 |
| 中國電影導演協會2014年度表彰評選 | 年度男演員           | 廖凡         | 獲獎 |
| 中國電影導演協會2014年度表彰評選 | 年度女演員           | 桂綸鎂       | 提名 |
| 中國電影導演協會2014年度表彰評選 | 年度編劇             | 刁亦男       | 獲獎 |
| 第十五屆華語電影傳媒大獎         | 最佳電影             | 《白日焰火》 | 提名 |
| 第十五屆華語電影傳媒大獎         | 最佳導演             | 刁亦男       | 提名 |
| 第十五屆華語電影傳媒大獎         | 最佳編劇             | 刁亦男       | 提名 |
| 第十五屆華語電影傳媒大獎         | 最佳男主角           | 廖凡         | 提名 |
| 第十五屆華語電影傳媒大獎         | 最佳男配角           | 余皚磊       | 提名 |

## 劇本洩露
《白日焰火》在中國大陸公映前，該電影一版原始劇本在網上意外洩露，開頭註明“北京市版權局的編號"01-2010-A-020931”的《白日焰火》劇本在社交網絡上傳播開來。片方幸福藍海表示，被洩露的劇本只是最原始的版本，項目成立後導演刁亦男對劇本還做了大量修改調整，包括劇情、人物設置等都與原始劇本不同。

## 外部連結
- 白日焰火的新浪微博
- 《白日焰火 （页面存档备份，存于）》在香港雅虎的電影頁面（繁體中文）
- 開眼電影網上《白日焰火》的資料（繁體中文）
- 香港影庫上《白日焰火》的資料（繁體中文）
- 时光网上《白日焰火》的資料（简体中文）
- 豆瓣电影上《白日焰火》的資料 （简体中文）
- 爛番茄上《白日焰火》的資料（英文）
- AllMovie上《白日焰火》的资料（英文）
- 互联网电影数据库（IMDb）上《白日焰火》的资料（英文）
- Metacritic上《白日焰火》的資料（英文）